# Praina glaucochroa
Praina glaucochroa là một loài bướm đêm trong họ Noctuidae.